# Armand Godoy
Armand Godoy Venturi (* 5. März 1976 in Murcia in Spanien) ist ein ehemaliger spanisch-andorranischer Fußballnationalspieler.
Godoy absolvierte für die Auswahl Andorras drei Länderspiele. Sein Debüt gab er am 25. Juni 1997 im lettischen Riga. Dieses Spiel ging mit 1:4 Toren verloren. Zwei weitere Spiele bestritt er am 4. und 8. September 1999 im Rahmen der EM-Qualifikation gegen die Auswahlen Islands und Russlands. Auf Vereinsebene spielte er unter anderen beim FC Andorra.